# Ligue de diamant 2023
Navigation
La 14e édition de la Ligue de diamant (en anglais : 2023 IAAF Diamond League) est une compétition d'athlétisme qui se déroule du 5 mai au 17 septembre 2023. 14 meetings figurent au programme de cette édition, les finales se déroulent les 16 et 17 septembre 2023 à Eugene aux États-Unis.

## Calendrier
Le calendrier de la Ligue de diamant 2023 est le suivant :
| #  | Date                    | Meeting                           | Stade                                 | Ville     | Épreuves (H+F) | Réf.   |
| -- | ----------------------- | --------------------------------- | ------------------------------------- | --------- | -------------- | ------ |
| 1  | 5 mai 2023              | Doha Diamond League               | Suheim bin Hamad Stadium              | Doha      | 15 (9+6)       | [ 2 ]  |
| 2  | 28 mai 2023             | Meeting international Mohammed-VI | Complexe sportif Moulay-Abdallah      | Rabat     | 14 (7+7)       | [ 3 ]  |
| 3  | 2 juin 2023             | Golden Gala                       | Stade Luigi Ridolfi (it)              | Florence  | 15 (7+8)       | [ 4 ]  |
| 4  | 9 juin 2023             | Meeting de Paris                  | Stade Charléty                        | Paris     | 15 (6+9)       | [ 5 ]  |
| 5  | 15 juin 2023            | Bislett Games                     | Stade du Bislett                      | Oslo      | 14 (7+7)       | [ 6 ]  |
| 6  | 30 juin 2023            | Athletissima                      | Stade olympique de la Pontaise        | Lausanne  | 15 (7+8)       | [ 7 ]  |
| 7  | 2 juillet 2023          | Bauhaus-Galan                     | Stade olympique de Stockholm          | Stockholm | 14 (8+6)       | [ 8 ]  |
| 8  | 16 juillet 2023         | Mémorial Kamila Skolimowska       | Stade de Silésie                      | Chorzów   | 15 (7+8)       | [ 9 ]  |
| 9  | 21 juillet 2023         | Herculis                          | Stade Louis-II                        | Monaco    | 14 (8+6)       | [ 10 ] |
| 10 | 23 juillet 2023         | London Grand Prix                 | Crystal Palace National Sports Centre | Londres   | 14 (7+7)       | [ 11 ] |
| 11 | 31 août 2023            | Weltklasse Zurich                 | Stade du Letzigrund                   | Zurich    | 15 (8+7)       | [ 12 ] |
| 12 | 2 septembre 2023        | Xiamen Diamond League             | Egret Stadium                         | Xiamen    | 13 (6+7)       | [ 13 ] |
| 13 | 8 septembre 2023        | Mémorial Van Damme                | Stade Roi Baudouin                    | Bruxelles | 15 (5+10)      | [ 14 ] |
| 14 | 16 et 17 septembre 2023 | Prefontaine Classic               | Hayward Field                         | Eugene    | 32 (16+16)     |        |

## Résultats

### Hommes

#### Courses
| #  | Meeting   | 100 m                                   | 200 m                                   | 400 m                                    | 800 m/1 000 m                                      | 1 500 m/Mile                                            | 3 000/5 000 m                                    | 110 m haies                              | 400 m haies                                 | 3 000 m steeple                                      |
| 1  | Doha      | -                                       | Fred Kerley (USA) 19 s 92 (SB)          | -                                        | Slimane Moula (ALG) 1 min 46 s 06 (SB)             | -                                                       | Lamecha Girma (ETH) 7 min 26 s 18 (MR, WL)       | -                                        | Rai Benjamin (USA) 47 s 78                  | Soufiane el-Bakkali (MAR) 8 min 9 s 66 (WL)          |
| 2  | Rabat     | Fred Kerley (USA) 9 s 94 (MR)           | -                                       | Steven Gardiner (BAH) 44 s 70 (MR)       | Emmanuel Wanyonyi (KEN) 1 min 44 s 36              | Jakob Ingebrigtsen (NOR) 3 min 32 s 59 (SB)             | -                                                | Rasheed Broadbell (JAM) 13 s 08 (MR, SB) | -                                           | Soufiane el-Bakkali (MAR) 7 min 56 s 68 (MR, WL, PB) |
| 3  | Florence  | Fred Kerley (USA) 9 s 94                | Erriyon Knighton (USA) 19 s 89 (SB)     | -                                        | -                                                  | -                                                       | Mohamed Katir (ESP) 12 min 52 s 09 (WL)          | Grant Holloway (USA) 13 s 04             | -                                           | -                                                    |
| 4  | Paris     | Noah Lyles (USA) 9 s 97                 | -                                       | -                                        | Emmanuel Wanyonyi (KEN) 1 min 43 s 27 (WL, PB)     | -                                                       | -                                                | Grant Holloway (USA) 12 s 98 (WL)        | CJ Allen (USA) 47 s 92                      | Lamecha Girma (ETH) 7 min 52 s 11 (WR)               |
| 5  | Oslo      | -                                       | Erriyon Knighton (USA) 19 s 78 (MR, SB) | Wayde van Niekerk (RSA) 44 s 38          | -                                                  | Jakob Ingebrigtsen (NOR) 3 min 27 s 95 (AR, MR, WL, PB) | Yomif Kejelcha (ETH) 12 min 41 s 73 (MR, WL, PB) | -                                        | Karsten Warholm (NOR) 46 s 52 (MR, WL)      | -                                                    |
| 6  | Lausanne  | -                                       | Letsile Tebogo (BOT) 20 s 01            | -                                        | -                                                  | Jakob Ingebrigtsen (NOR) 3 min 28 s 72 (MR)             | Berihu Aregawi (ETH) 12 min 40 s 45 (MR, WL, PB) | Shunsuke Izumiya (JPN) 13 s 22           | -                                           | -                                                    |
| 7  | Stockholm | Akani Simbine (RSA) 10 s 03             | -                                       | Zakithi Nene (RSA) 45 s 30               | Djamel Sedjati (ALG) 1 min 44 s 59                 | -                                                       | -                                                | -                                        | Karsten Warholm (NOR) 47 s 57               | Soufiane el-Bakkali (MAR) 8 min 9 s 94               |
| 8  | Chorzów   | Akani Simbine (RSA) 9 s 97              | -                                       | Wayde van Niekerk (RSA) 44 s 08 (MR, SB) | -                                                  | Jakob Ingebrigtsen (NOR) 3 min 27 s 14 (AR, WL, MR)     | -                                                | -                                        | -                                           | Soufiane el-Bakkali (MAR) 8 min 3 s 16 (MR)          |
| 9  | Monaco    | Ferdinand Omanyala (KEN) 9 s 92         | -                                       | -                                        | Wyclife Kinyamal (KEN) 1 min 43 s 22 (WL)          | -                                                       | Hagos Gebrhiwet (ETH) 12 min 42 s 18 (PB)        | -                                        | Karsten Warholm (NOR) 46 s 51 (DLR, MR, WL) | Simon Koech (KEN) 8 min 4 s 19 (PB)                  |
| 10 | Londres   | -                                       | Noah Lyles (USA) 19 s 47 (WL, MR)       | Wayde van Niekerk (RSA) 44 s 36          | -                                                  | Yared Nuguse (USA) 3 min 30 s 44                        | -                                                | Grant Holloway (USA) 13 s 01             | -                                           | -                                                    |
| 11 | Zurich    | -                                       | Noah Lyles (USA) 19 s 80                | -                                        | -                                                  | Yared Nuguse (USA) 3 min 30 s 49                        | Yomif Kejelcha (ETH) 12 min 46 s 91              | -                                        | Kyron McMaster (IVB) 47 s 57                | Soufiane el-Bakkali (MAR) 8 min 3 s 16 (MR)          |
| 12 | Xiamen    | Christian Coleman (USA) 9 s 83 (WL, MR) | -                                       | Kirani James (GRN) 44 s 38 (MR, SB)      | Emmanuel Wanyonyi (KEN) 1 min 43 s 20 (WL, MR, PB) | -                                                       | -                                                | Hansle Parchment (JAM) 12 s 96 (MR, SB)  | -                                           | Soufiane el-Bakkali (MAR) 8 min 10 s 31 (MR)         |
| 13 | Bruxelles | -                                       | Kenneth Bednarek (USA) 19 s 79 (SB)     | Rusheen McDonald (JAM) 44 s 84           | Djamel Sedjati (ALG) 1 min 43 s 60                 | Jakob Ingebrigtsen (NOR) 4 min 43 s 13 (WR)             | -                                                | -                                        | -                                           | -                                                    |

#### Concours
| #  | Meeting   | Saut en longueur                | Triple saut                        | Saut en hauteur                          | Saut à la perche                   | Lancer du poids                    | Lancer du disque                | Lancer du javelot                |
| 1  | Doha      | -                               | Pedro Pichardo (POR) 17,91 m (SB)  | JuVaughn Harrison (USA) 2,32 m           | -                                  | -                                  | Kristjan Čeh (SVN) 70,89 m (WL) | Neeraj Chopra (IND) 88,67 m (WL) |
| 2  | Rabat     | -                               | -                                  | -                                        | -                                  | -                                  | Kristjan Čeh (SVN) 70,32 m      | -                                |
| 3  | Florence  | -                               | Andy Díaz (CUB) 17,75 m (SB)       | JuVaughn Harrison (USA) 2,32 m           | -                                  | Leonardo Fabbri (ITA) 21,73 m (SB) | -                               | -                                |
| 4  | Paris     | Miltiádis Tedóglou (GRE) 8,13 m | -                                  | -                                        | -                                  | -                                  | -                               | -                                |
| 5  | Oslo      | Simon Ehammer (SUI) 8,32 m (SB) | -                                  | -                                        | Armand Duplantis (SWE) 6,01 m      | -                                  | -                               | -                                |
| 6  | Lausanne  | LaQuan Nairn (BAH) 8,11 m       | -                                  | -                                        | -                                  | Ryan Crouser (USA) 22,29 m         | -                               | Neeraj Chopra (IND) 87,66 m      |
| 7  | Stockholm | -                               | -                                  | Hamish Kerr (AUS) 2,24 m                 | Armand Duplantis (SWE) 6,05 m      | -                                  | Kristjan Čeh (SVN) 69,83 m      | -                                |
| 8  | Chorzów   | -                               | -                                  | Mutaz Essa Barshim (QAT) 2,36 m (WL, MR) | Armand Duplantis (SWE) 6,01 m      | Ryan Crouser (USA) 22,55 m         | -                               | -                                |
| 9  | Monaco    | -                               | Hugues Fabrice Zango (BUR) 17,70 m | -                                        | Chris Nilsen (USA) 5,92 m (SB)     | -                                  | -                               | Jakub Vadlejch (CZE) 85,95 m     |
| 10 | Londres   | -                               | -                                  | JuVaughn Harrison (USA) 2,35 m (SB)      | -                                  | Ryan Crouser (USA) 23,07 m (MR)    | Daniel Ståhl (SWE) 67,03 m      | -                                |
| 11 | Zurich    | Miltiádis Tedóglou (GRE) 8,20 m | -                                  | Mutaz Essa Barshim (QAT) 2,35 m          | Armand Duplantis (SWE) 6,00 m      | -                                  | -                               | Jakub Vadlejch (CZE) 85,86 m     |
| 12 | Xiamen    | -                               | Andy Díaz (ITA) 17,43 m (MR)       | -                                        | -                                  | -                                  | -                               | -                                |
| 13 | Bruxelles | -                               | -                                  | -                                        | Armand Duplantis (SWE) 6,10 m (MR) | -                                  | -                               | -                                |

### Femmes

#### Courses
| #  | Meeting   | 100 m                                       | 200 m                                    | 400 m                                    | 800 m/1 000 m                                     | 1 500 m/Mile                                     | 3 000/5 000 m                                    | 100 m haies                              | 400 m haies                              | 3 000 m steeple                                     |
| 1  | Doha      | Sha'Carri Richardson (USA) 10 s 76 (MR, WL) | -                                        | Marileidy Paulino (DOM) 50 s 51          | -                                                 | Faith Kipyegon (KEN) 3 min 58 s 57 (WL)          | -                                                | Jasmine Camacho-Quinn (PUR) 12 s 48 (SB) | -                                        | Winfred Yavi (BHR) 9 min 4 s 38 (WL)                |
| 2  | Rabat     | -                                           | Shericka Jackson (JAM) 21 s 98 (MR, SB)  | -                                        | Mary Moraa (KEN) 1 min 58 s 72 (SB)               | Gudaf Tsegay (ETH) 3 min 54 s 03 (MR, WL)        | -                                                | -                                        | Shamier Little (USA) 53 s 95 (SB)        | -                                                   |
| 3  | Florence  | Marie-Josée Ta Lou (CIV) 10 s 97            | -                                        | Natalia Kaczmarek (POL) 50 s 41 (SB)     | -                                                 | Faith Kipyegon (KEN) 3 min 49 s 11 (WR)          | -                                                | -                                        | Femke Bol (NED) 52 s 43 (WL, MR)         | Sembo Almayew (ETH) 9 min 0 s 71 (WL, MR, PB)       |
| 4  | Paris     | -                                           | Gabrielle Thomas (USA) 22 s 05 (SB)      | Marileidy Paulino (DOM) 49 s 12 (MR)     | Keely Hodgkinson (GBR) 1 min 55 s 77 (WL, NR, PB) | -                                                | Faith Kipyegon (KEN) 14 min 5 s 20 (WR)          | -                                        | -                                        | -                                                   |
| 5  | Oslo      | Marie-Josée Ta Lou (CIV) 10 s 75 (WL, MR)   | -                                        | -                                        | -                                                 | Birke Haylom (ETH) 4 min 17 s 13 (WU20R, WL, MR) | Beatrice Chebet (KEN) 8 min 25 s 01 (WL, MR, PB) | -                                        | Femke Bol (NED) 52 s 30 (WL, MR)         | -                                                   |
| 6  | Lausanne  | Marie-Josée Ta Lou (CIV) 10 s 88            | -                                        | -                                        | Mary Moraa (KEN) 1 min 57 s 43 (SB)               | -                                                | -                                                | Jasmine Camacho-Quinn (PUR) 12 s 40      | Femke Bol (NED) 52 s 76 (MR)             | Beatrice Chepkoech (KEN) 9 min 5 s 98 (MR, SB)      |
| 7  | Stockholm | -                                           | Daryll Neita (GBR) 22 s 05 (SB)          | -                                        | -                                                 | Freweyni Hailu (ETH) 4 min 2 s 31                | Beatrice Chebet (KEN) 14 min 36 s 52 (SB)        | Tobi Amusan (NGA) 12 s 52                | -                                        | -                                                   |
| 8  | Chorzów   | Sha'Carri Richardson (USA) 10 s 76          | -                                        | Natalia Kaczmarek (POL) 49 s 48 (MR, PB) | Mary Moraa (KEN) 1 min 56 s 85 (MR, SB)           | -                                                | Freweyni Hailu (ETH) 8 min 26 s 61 (MR, SB)      | Tobi Amusan (NGA) 12 s 34 (MR, SB)       | -                                        | -                                                   |
| 9  | Monaco    | -                                           | Shericka Jackson (JAM) 21 s 86           | Natalia Kaczmarek (POL) 49 s 63          | -                                                 | Faith Kipyegon (KEN) 4 min 7 s 64 (WR)           | -                                                | Nia Ali (USA) 12 s 30 (MR, WL, PB)       | -                                        | -                                                   |
| 10 | Londres   | Marie-Josée Ta Lou (CIV) 10 s 75 (MR, SB)   | -                                        | -                                        | Jemma Reekie (GBR) 1 min 57 s 30 (MR, SB)         | -                                                | Gudaf Tsegay (ETH) 14 min 12 s 29 (MR, PB)       | -                                        | Femke Bol (NED) 51 s 45 (AR, WL, MR, PB) | Jackline Chepkoech (KEN) 8 min 57 s 35 (WL, MR, PB) |
| 11 | Zurich    | Sha'Carri Richardson (USA) 10 s 88          | Shericka Jackson (JAM) 21 s 82           | -                                        | Laura Muir (GBR) 1 min 57 s 71                    | -                                                | -                                                | Danielle Williams (JAM) 12 s 54          | -                                        | Winfred Yavi (BHR) 9 min 3 s 19                     |
| 12 | Xiamen    | -                                           | -                                        | Marileidy Paulino (DOM) 49 s 36 (MR)     | -                                                 | Freweyni Hailu (ETH) 3 min 56 s 56 (MR, SB)      | Beatrice Chebet (KEN) 8 min 24 s 05 (WL, MR, PB) | -                                        | Rushell Clayton (JAM) 53 s 56 (MR)       |                                                     |
| 13 | Bruxelles | Elaine Thompson-Herah (JAM) 10 s 84 (SB)    | Shericka Jackson (JAM) 21 s 48 (DLR, MR) | Cynthia Bolingo (BEL) 50 s 09            | -                                                 | Laura Muir (GBR) 3 min 55 s 34 (SB)              | Lilian Kasait Rengeruk (KEN) 14 min 26 s 46      | -                                        | Femke Bol (NED) 52 s 11 (MR)             | -                                                   |

#### Concours
| #  | Meeting   | Saut en longueur                    | Triple saut                          | Saut en hauteur                               | Saut à la perche                       | Lancer du poids                  | Lancer du disque                  | Lancer du javelot                               |
| 1  | Doha      | -                                   | -                                    | -                                             | Katie Moon (USA) 4,81 m (WL)           | -                                | -                                 | -                                               |
| 2  | Rabat     | -                                   | Leyanis Pérez (CUB) 14,84 m (WL, PB) | Yaroslava Mahuchikh (UKR) 2,01 m (WL, MR)     | -                                      | Auriol Dongmo (POR) 19,28 m (SB) | -                                 | -                                               |
| 3  | Florence  | Larissa Iapichino (ITA) 6,79 m      | -                                    | -                                             | Katie Moon (USA) 4,71 m                | -                                | Valarie Allman (USA) 65,96 m (SB) | -                                               |
| 4  | Paris     | -                                   | -                                    | Nicola Olyslagers (AUS) 2,00 m (SB)           | Nina Kennedy (AUS) 4,77 m (SB)         | Auriol Dongmo (POR) 19,72 m (SB) | Valarie Allman (USA) 69,04 m (MR) | Haruka Kitaguchi (JPN) 65,09 m (SB)             |
| 5  | Oslo      | -                                   | Yulimar Rojas (VEN) 14,91 m          | -                                             | -                                      | Sarah Mitton (CAN) 19,54 m       | Jorinde van Klinken (NED) 66,77 m | -                                               |
| 6  | Lausanne  | -                                   | -                                    | Nicola Olyslagers (AUS) 2,02 m (=PB, =AR, WL) | Katie Moon (USA) 4,82 m (WL)           | -                                | -                                 | Mackenzie Little (AUS) 65,70 m (PB)             |
| 7  | Stockholm | Larissa Iapichino (ITA) 6,69 m      | -                                    | -                                             | -                                      | -                                | Sandra Perković (CRO) 66,77 m     | -                                               |
| 8  | Chorzów   | -                                   | Yulimar Rojas (VEN) 15,18 m (WL, MR) | Iryna Gerashchenko (UKR) 1,98 m (MR)          | -                                      | -                                | -                                 | Haruka Kitaguchi (JPN) 67,04 m (NR, MR, WL, PB) |
| 9  | Monaco    | Larissa Iapichino (ITA) 6,95 m (PB) | -                                    | Nicola Olyslagers (AUS) 1,99 m                | -                                      | -                                | -                                 | -                                               |
| 10 | Londres   | Quanesha Burks (USA) 6,98 m (PB)    | -                                    | -                                             | Wilma Murto (FIN) 4,80 m (SB)          | -                                | -                                 | -                                               |
| 11 | Zurich    | -                                   | Yulimar Rojas (VEN) 15,15 m          | -                                             | Nina Kennedy (AUS) 4,91 m (MR, WL, PB) | -                                | -                                 | -                                               |
| 12 | Xiamen    | Ivana Vuleta (SRB) 6,88 m (MR)      |                                      | Yaroslava Mahuchikh (UKR) 2,02 m (WL, MR)     | -                                      | -                                | Feng Bin (CHN) 67,41 m (MR)       | -                                               |
| 13 | Bruxelles | -                                   | Shanieka Ricketts (JAM) 15,01 m (PB) | Yaroslava Mahuchikh (UKR) 2,00 m              | -                                      | Chase Ealey (USA) 20,05 m        | -                                 | Haruka Kitaguchi (JPN) 67,38 m (WL, NR, PB)     |

## Finales
Les finales se déroulent les 16 et 17 septembre 2023 à Eugene aux États-Unis dans le cadre de la Prefontaine Classic. Les vainqueurs remportent le trophée de la Ligue de diamant 2023.

### Podiums masculins
| Epreuve           | 1er                                                | 2e                                | 3e                                |
| ----------------- | -------------------------------------------------- | --------------------------------- | --------------------------------- |
| 100 m             | Christian Coleman 9 s 83 (WL)                      | Noah Lyles 9 s 85                 | Ferdinand Omanyala 9 s 85         |
| 200 m             | Andre De Grasse 19 s 76 (SB)                       | Kenneth Bednarek 19 s 95          | Erriyon Knighton 19 s 97          |
| 400 m             | Kirani James 44 s 30 (SB)                          | Quincy Hall 44 s 44               | Vernon Norwood 44 s 61            |
| 800 m             | Emmanuel Wanyonyi 1 min 42 s 80 (WL, MR)           | Marco Arop 1 min 42 s 85 (NR)     | Djamel Sedjati 1 min 43 s 06 (PB) |
| Mile              | Jakob Ingebrigtsen 3 min 43 s 73 (AR, DLR, MR, WL) | Yared Nuguse 3 min 43 s 97 (AR)   | George Mills 3 min 47 s 65        |
| 3000 m            | Jakob Ingebrigtsen 7 min 23 s 63 (AR, DLR, MR, WL) | Yomif Kejelcha 7 min 23 s 64 (NR) | Grant Fisher 7 min 25 s 47        |
| 110 m haies       | Hansle Parchment 12 s 93 (WL, PB)                  | Grant Holloway 13 s 06            | Daniel Roberts 13 s 07            |
| 400 m haies       | Rai Benjamin 46 s 39 (WL, DLR, MR)                 | Karsten Warholm 46 s 53           | Kyron McMaster 47 s 31            |
| 3 000 m steeple   | Simon Koech 8 min 06 s 26                          | Samuel Firewu 8 min 10 s 74       | Geordie Beamish 8 min 14 s 01     |
| Saut en longueur  | Simon Ehammer 8,22 m                               | Tajay Gayle 8,22 m                | Yūki Hashioka 8,15 m              |
| Triple saut       | Andy Díaz 17,43 m                                  | Hugues Fabrice Zango 17,25 m      | Donald Scott 16,84 m              |
| Saut en hauteur   | Woo Sang-hyeok 2,35 m (NR)                         | Norbert Kobielski 2,33 m (PB)     | JuVaughn Harrison 2,33 m          |
| Saut à la perche  | Armand Duplantis 6,23 m (WR)                       | Ernest Obiena 5,82 m              | Sam Kendricks 5,72 m              |
| Lancer du poids   | Joe Kovacs 22,93 m (SB)                            | Ryan Crouser 22,91 m              | Tomas Walsh 22,69 m (SB)          |
| Lancer du disque  | Matthew Denny 68,43 m (NR)                         | Kristjan Čeh 67,64 m              | Daniel Ståhl 67,36 m              |
| Lancer du javelot | Jakub Vadlejch 84,24 m                             | Neeraj Chopra 83,80 m             | Oliver Helander 83,71 m           |

### Podiums féminins
| Epreuve           | 1re                                         | 2e                                      | 3e                                         |
| ----------------- | ------------------------------------------- | --------------------------------------- | ------------------------------------------ |
| 100 m             | Shericka Jackson 10 s 70                    | Marie-Josée Ta Lou 10 s 75 (SB)         | Elaine Thompson-Herah 10 s 79 (SB)         |
| 200 m             | Shericka Jackson 21 s 57 (MR)               | Marie-Josée Ta Lou 22 s 10 (SB)         | Anthonique Strachan 22 s 16                |
| 400 m             | Marileidy Paulino 49 s 58                   | Natalia Kaczmarek 50 s 38               | Lieke Klaver 50 s 47                       |
| 800 m             | Athing Mu 1 min 54 s 97 (NR, MR, WL, PB)    | Keely Hodgkinson 1 min 55 s 19 (NR, PB) | Natoya Goule-Toppin 1 min 55 s 96 (NR, PB) |
| 1 500 m           | Faith Kipyegon 3 min 50 s 72 (MR)           | Diribe Welteji 3 min 53 s 93 (PB)       | Laura Muir 3 min 55 s 16 (SB)              |
| 5 000 m           | Gudaf Tsegay 14 min 00 s 21 (WR)            | Beatrice Chebet 14 min 05 s 92 (PB)     | Ejgayehu Taye 14 min 21 s 52               |
| 100 m haies       | Tobi Amusan 12 s 33                         | Jasmine Camacho-Quinn 12 s 38           | Kendra Harrison 12 s 44                    |
| 400 m haies       | Femke Bol 51 s 98 (MR)                      | Shamier Little 53 s 45                  | Rushell Clayton 53 s 56                    |
| 3 000 m steeple   | Winfred Yavi 8 min 50 s 66 (AR, MR, WL, PB) | Beatrice Chepkoech 8 min 51 s 67 (SB)   | Faith Cherotich 8 min 59 s 65 (PB)         |
| Saut en longueur  | Ivana Vuleta 6,85 m                         | Ese Brume 6,85 m (SB)                   | Quanesha Burks 6,77 m                      |
| Triple saut       | Yulimar Rojas 15,35 m (MR, WL)              | Shanieka Ricketts 15,03 m (PB)          | Kimberly Williams 14,61 m                  |
| Saut en hauteur   | Yaroslava Mahuchikh 2,03 m (WL)             | Nicola Olyslagers 2,03 m (WL, AR, PB)   | Angelina Topić 1,95 m                      |
| Saut à la perche  | Katie Moon 4,86 m (MR)                      | Tina Šutej 4,81 m (PB)                  | Sandi Morris 4,71 m                        |
| Lancer du poids   | Chase Ealey 20,76 m (NR, MR, WL, PB)        | Sarah Mitton 19,94 m                    | Auriol Dongmo 19,92 m (PB)                 |
| Lancer du disque  | Valarie Allman 68,66 m                      | Laulauga Tausaga 68,36 m                | Sandra Perković 66,85 m                    |
| Lancer du javelot | Haruka Kitaguchi 63,78 m                    | Tori Peeters 61,30 m                    | Mackenzie Little 61,24 m                   |

## Légende
Records et Performances
- AR : Record continental (area record)
- CR : Record des championnats (championship record)
- MR : Record du meeting (meet record)
- NR : Record national (national record)
- OR : Record olympique (olympic record)
- PR : Record paralympique (paralympic record)
- PB : Record personnel (personal best)
- SB : Meilleure performance personnelle de la saison (season's best)
- WL : Meilleure performance mondiale de l'année (world leader)
- WJR : Record du monde junior (world junior record)
- WR : Record du monde (world record)

Circonstances et Conditions
- DNF : N'a pas terminé (did not finish)
- DNS : N'a pas pris le départ (did not start)
- DQ : Disqualification (disqualification)
- NM : Aucun essai valable enregistré (No Mark)
- Q : Qualifié « directement » au prochain tour (ou à la prochaine compétition), lors d'une compétition majeure, grâce au classement ou à la réalisation des minima (automatic qualifier)
- q : Qualifié au prochain tour (ou à la prochaine compétition), lors d'une compétition majeure, grâce au repêchage ou à la réalisation de l'une des meilleures performances parmi celles des « non qualifiés directement » (grâce au meilleur temps ou à la meilleure distance par exemple) (secondary qualifier)